# Stupendidae
Famille
Les Stupendidae sont une famille d'éponges.

## Liste des genres
Selon WRMS:
- genre Stupenda Kelly & Cárdenas, 2016

## Publication originale
- (en) Michelle Kelly et Paco Cárdenas, « An unprecedented new genus and family of Tetractinellida (Porifera, Demospongiae) from New Zealand's Colville Ridge, with a new type of mitochondrial group I intron », Zoological Journal of the Linnean Society, Linnean Society of London et OUP, vol. 177, no 2,‎ 20 mai 2016, p. 335-352 (ISSN 1096-3642 et 0024-4082, OCLC 01799617, DOI 10.1111/ZOJ.12365, lire en ligne).